# Greg Shaw

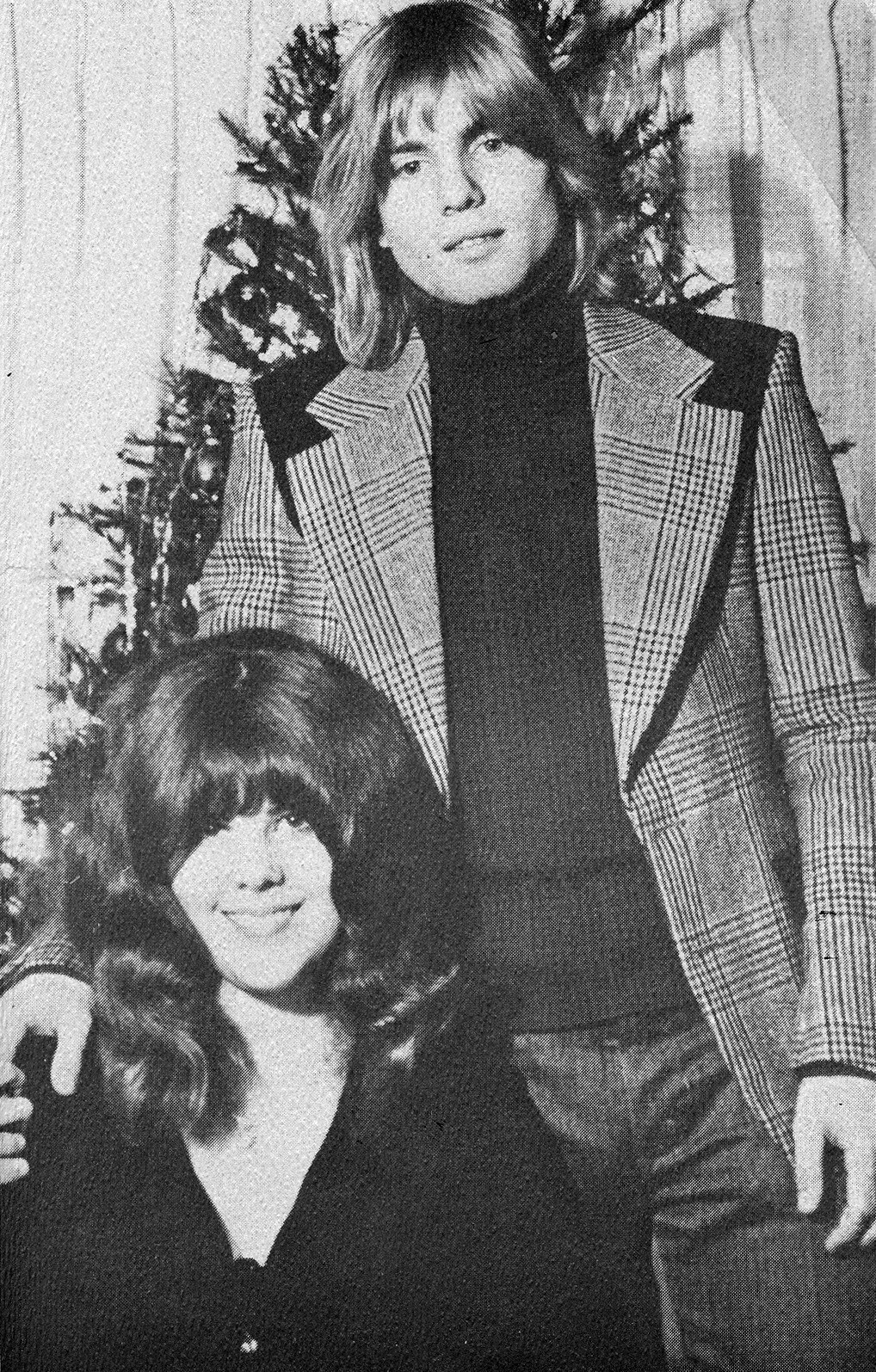

Greg Shaw (1949 – Los Angeles, 19 ottobre 2004) è stato un critico musicale statunitense.

## Biografia
Discografico indipendente, storico della musica, produttore underground, vissuto tra San Francisco e Los Angeles.
Fanatico di rock and roll music sin da giovane età nel 1966 pubblica la sua prima rivista musicale ("Mojo-Navigator Rock and Roll News") ispirandosi al noto Rolling Stone magazine.
Negli anni settanta con la moglie e socia in affari Suzy Shaw crea Bomp! magazine di cui è curatore ed editore. Alla rivista collaborano, tra gli altri, Lester Bangs, Greil Marcus, Richard Meltzer, Ken Barnes (attuale music editor di USA Today) e Rodney Bingenheimer. Nel 1974 Bomp! diventa anche Casa Discografica pubblicando una lunga serie di Artisti, tra cui Devo, The Weirdos, Iggy Pop, Stiv Bators and the Dead Boys.
In contemporanea collabora a svariate altre testate specializzate, tra cui Creem, Phonograph Record Magazine e occasionalmente a Rolling Stone, pubblicando anche due libri, uno dedicato ad Elton John, l'altro ai Doors.
Sempre nei '70 lavora per la nota Sire Records
Negli anni ottanta lancia quella che venne definita dai Media specializzati di tutto il mondo "garage rock" conosciuto in Europa anche come "garage punk": genere musicale estremamente underground nato originariamente negli anni sessanta e riconoscibile dal suono grezzo e dalla produzione sonora essenziale.
In contemporanea Greg, grande collezionista di dischi, cura per la Rhino Records la collana di compilation intitolata Pebbles, ispirandosi ai Nuggets, serie di raccolte prodotte nei '70 da Lenny Kaye.
Con Bomp! partecipa negli stessi anni al Midem, grande fiera dell'industria musicale internazionale che si tiene ogni anno a Cannes (Francia).
Greg Shaw muore nel 2004 all'età di 55 anni.